# ادیث توماس

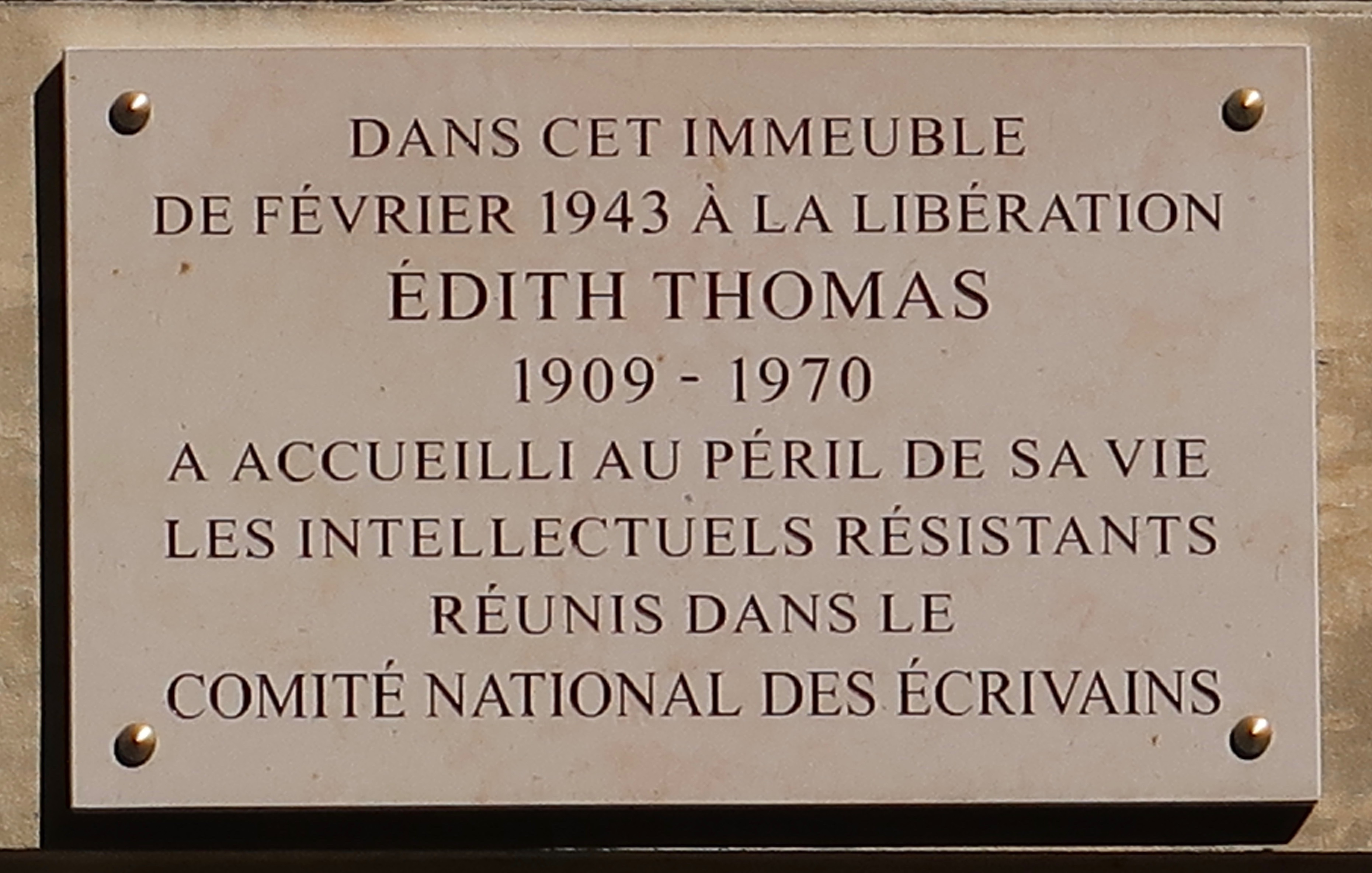
سگ قبر ادیث توماس

ادیث توماس (انگلیسی: Édith Thomas; ۲۳ ژانویهٔ ۱۹۰۹ – ۷ دسامبر ۱۹۷۰) روزنامه‌نگار، تاریخ‌نگار، و بایگان اهل فرانسه بود.